# Saab 37 Viggen
Saab 37 Viggen (fulger) a fost un avion de luptă multirol suedez monoloc, monomotor, cu rază scurtă de acțiune construit între 1970 și 1990. Au fost produse mai multe variante, inclusiv interceptor pentru orice condiții meteorologice, atac la sol, recunoaștere foto. Este primul avion militar conceput cu o configurație aerodinamică biplan-tandem, cunoscut și sub denumirea de „rață”. Acest tip de aeronavă se caracterizează prin amplasarea aripilor în tandem, iar aripa frontală este poziționată foarte aproape de coada orizontală frontală (FGO), în zona conicului de curgere. 

## Proiectarea
După sfârșitul războiului, progresul rapid al tehnologiei aeronautice a determinat Suedia să înceapă cercetările pentru înlocuirea avioanelor de vânătoare J 32 și J 35 încă din 1952, înainte ca acestea să intre în serviciu. Noua aeronavă trebuia să fie capabilă să se integreze cu sistemul de apărare STRIL 60, iar proiectul a început oficial în 1961, cu primul prototip decolând în februarie 1967.
Designul Viggen a fost unul revoluționar, dar și dificil, în comparație cu standardele scandinave de vânătoare, deoarece a fost proiectat pentru a îndeplini specificații complexe cerute de Forțele aeriene suedeze. 
În ciuda incertitudinilor legate de costurile programului, în 1968 a fost emisă comanda pentru producerea a 100 de aeronave Viggen. Deși inițial se plănuia producția a câteva sute de unități, aceste cerințe au fost în cele din urmă înjumătățite. În timpul dezvoltării, a fost studiat un model specializat de vânătoare de a doua generație, care a decolat ca prototip în 1975 și a intrat în serviciu în 1979.

## Caracteristici tehnice și tactice
- Modificare: AJ.37
- Anvergura aripilor, m: 10.60
- Lungimea aeronavei, m: 16.40
- Înălțimea aeronavei, m: 5.90
- Suprafața aripii, m2: 52,20
- Greutate, kg
- gol: 9000

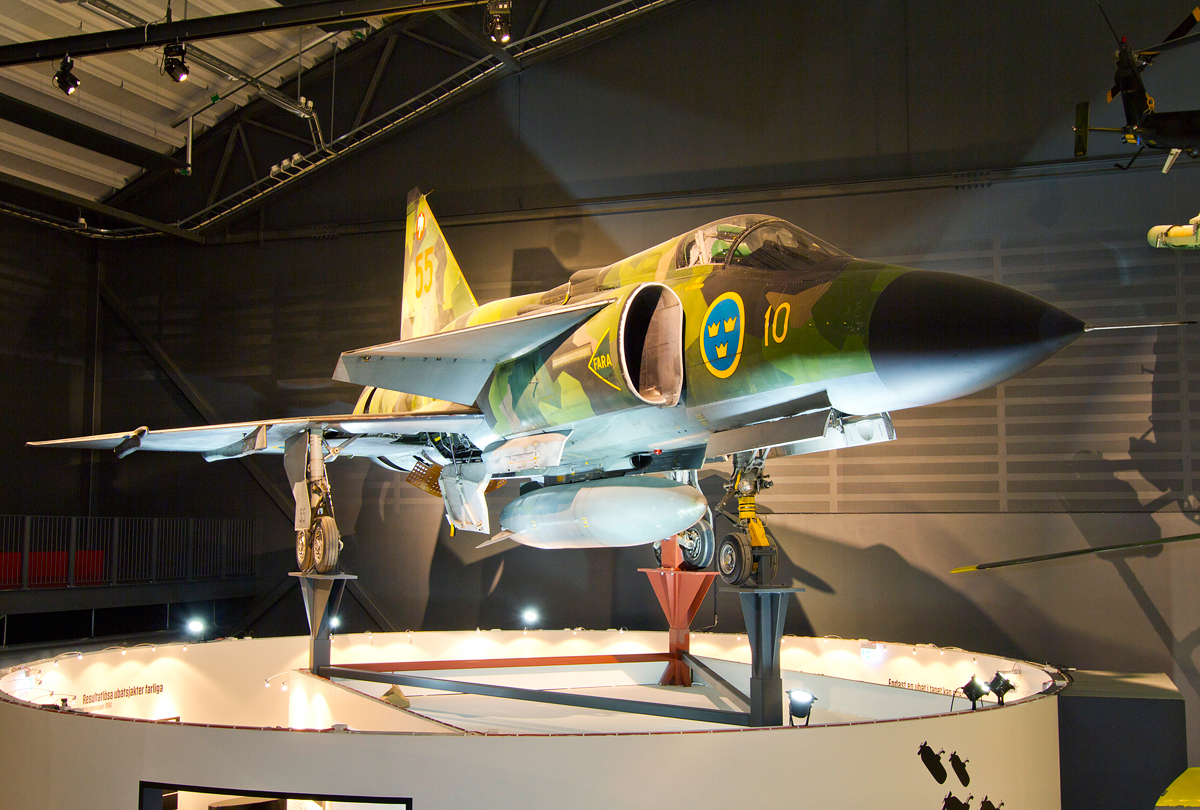
Avion de vânătoare SAAB AJ37 Viggen expus la Muzeul Forțelor Aeriene Suedeze din Linköping, Suedia.

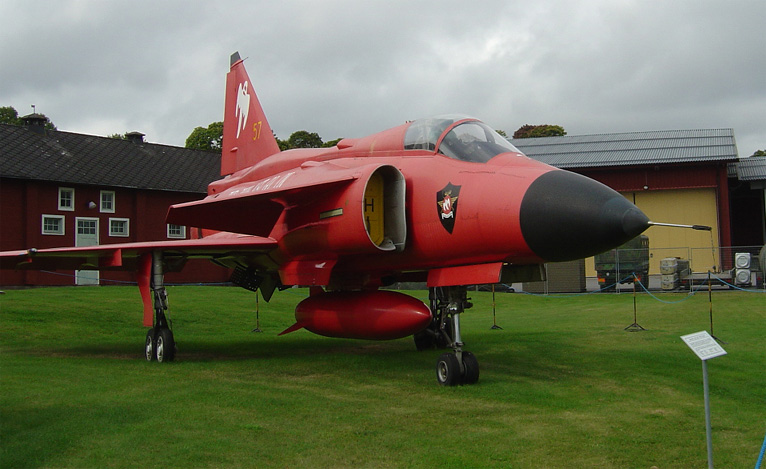
O versiune specială de culoare roșie a modelului SAAB AJS 37 Viggen expusă la Muzeul Forțelor Aeriene Suedeze, Malmslätt, Linköping.

- greutate normală la decolare: 15480
- greutate maximă la decolare: 20450
- combustibil intern: 4750
- Tipul motorului: 1 turboreactor Volvo Flygmotor RM-8A
- Împingere, kN
- Fără putere: 1 x 65,70
- cu propulsie: 1 x 115,52
- Viteza maximă, km/h:
- aproape de sol: 1350 (M=1.1)
- la altitudine: 2.195 (M=2,1)
- Autonomie de croazieră, km: 3000
- Autonomie practică, km
- la altitudinea optimă: 2150
- la sol: 930
- Distanța de luptă, km: 500-1000
- Viteza de urcare la sol, m/s: 192
- Plafonul practic, m: 15500
- Capacitate maximă de suprasarcină: 7,5
- Echipaj: 1
- Armament: Fără armament de tunuri integral
- Sarcina utilă: 5000 kg pe 7 cârlige
- Pe suspensie centrală:
- Container cu două sau un tun M/55 de 30 mm (Aden)
- Pe 2 aripi aeriene: 2 tunuri cu muniție 6x135 Bofors
- Pe cele 2 aripi interioare: 2 tunuri de 6x135 Bofors sau 2 rachete sol-aer Rb.04E (Rbs.15) sau 2 rachete sol-aer Rb.05 (Rb.75)
- Pe cele 2 aripi exterioare: până la 16 bombe ușoare

## Modificări
- AJ 37 este prima versiune de producție. Avion de atac cu capacități de vânătoare. Au fost produse 108 aeronave (numerele de serie 37001-37108).
- AJS 37 - o modernizare a AJ 37. Au fost modernizate 49 de avioane, care au fost în serviciu până în martie 2000.
- Sk 37 este un avion de antrenament. Din punct de vedere structural, se deosebește de AJ-37 prin prezența unei cabine de instructor, echipată în locul rezervorului de combustibil frontal retras, și prin compoziția echipamentului de bord.
- SK 37E este un avion de bruiaj, modernizat față de Sk 37. Au fost modernizate nouăsprezece unități.
- SH 37 este o aeronavă de recunoaștere pentru toate condițiile meteorologice, proiectată pentru recunoaștere deasupra mării. Se deosebește de AJ-37 prin secțiunea nasului și compoziția echipamentului de la bord. Din 1975 până în 1979, au fost construite 27 de aeronave (numerele de serie 37900-37927).
- AJSH 37 - O modernizare a douăzeci și cinci de SH 37, realizată între 1993 și 1997.
- SF 37 este o aeronavă de recunoaștere fotografică pe toate timpurile. Diferă de AJ-37 prin secțiunea nasului și compoziția echipamentului de bord. Au fost construite 28 de aeronave (numere de serie 37950-37977).
- AJSF 37 - Modernizarea a douăzeci și cinci de SF 37, realizată între 1993 și 1997.
- JA 37 - Avion de vânătoare interceptor.